# Yunganastes ashkapara
Yunganastes ashkapara is een kikker uit de familie Craugastoridae en werd voor het eerst wetenschappelijk beschreven door Köhler in 2000. De soort komt voor in op één type locatie in de provincie Chapare in Bolivia op een hoogte van 2100 meter boven het zeeniveau. Yunganastes ashkapara kan bedreigd worden door het verlies van habitat in de toekomst, maar op dit moment zijn er geen grote bedreigingen en is de populatie van de soort stabiel.